# Bàscara
Bàscara è un comune spagnolo di 809 abitanti situato nella comunità autonoma della Catalogna.